# Piscolario
Piscolario fue la denominación que se aplicó en tiempos de Felipe IV a ciertos funcionarios que formaban parte de una Junta de ejecución, cuyo objetivo era intervenir en la dirección de las operaciones militares.
El nombre, según un texto de La Barrera, que reproducimos, fue inventado por el célebre poeta Francisco de Rioja, quien, como dice Almirante, sobreponiéndose a las amarguras de los tiempos, parece que quiso con lo ridículo del nombre, ridiculizar la incurable manía de paliar grandes conflictos con la inevitable Junta de salvación, con el consejo aúlico de los austriacos, con la pretensión de repartir la responsabilidad cuando se siente mucho el peso. El texto de La Barrera dice así:

Esforzábase el de Olivares, con ánimo resuelto y firme, por dominar el alzamiento de Portugal y Cataluña, con el desigual éxito que era de esperar de su viciosa administración, y de los recursos, valor y entusiasmo de los sublevados. Entre otras providencias, á este fin encaminadas, adoptó la de crear una titulada Junta de ejecución, presidida por el conde Monte-Rey; especie de consejo directivo y administrativo de las operaciones militares; al cual agregó después cuatro funcionarios encargados de proveer a la defensa de las fronteras de Aragón, Navarra y Cataluña con la vecina y enemiga Francia; de mantener correspondencia con los gobernadores de sus plazas fuertes y de reclamar en la Junta los necesarios socorros de armas, municiones y subsistencias. Dióseles oficialmente el nombre de Piscolarios, inventado y propuesto por Don Francisco de Rioja.
La Barrera

Confirmando este texto de La Barrera hay otro de Pellicer publicado en sus Avisos de 29 de Octubre 1641

Los que se han agregado a la Junta de Execución son quatro: estos se llaman Psicolarios, voz que dio el Inquisidor don Francisco de Rioja, Chronista de S.M.; uno de ellos es don Juan de Villoslada, á quien se ha encomendado el cuidar de la provisión de la pólvora de los exércitos de España; otro don Juan de Azlor, padre del maestre de campo don Martín de Azlor, á quien han dado hábito, ambos caballeros aragoneses. Su cargo de éste es cuidar las fronterras de Aragón, Navarra y Cataluña para la provisión de las balas, bombas y tren de artillería; los otros dos no sé sus nombres. Estos Piscolarios se corresponden con los Gobernadores y fortificadores de la frontera y avisan en la Junta de sus menesteres; entran en ella y se sientan.
Pellicer. Avisos de 29 de Octubre 1641